# Labbra di lurido blu
Labbra di lurido blu (tdl. ‘Labios de azul lúrido’) es una película de drama erótico de 1975 escrita y dirigida por Giulio Petroni.

## Argumento
Traumatizados durante su infancia -ella por las aventuras eróticas de sus padres, él por una experiencia repulsiva de iniciación sexual construida por sus padres-, Elli se ha convertido en ninfómana y Marco en homosexual. Quizás para encontrar una salida a sus desviaciones, quizás para apoyarse mutuamente, los dos se casan. Sin embargo, su matrimonio no resuelve sus problemas, ni las cosas se vuelven más fáciles con el inesperado regreso de George, el anticuario inglés «amigo» de Marco, que ahora intenta seducirlo.

## Reparto
- Lisa Gastoni como Elli Alessi.
- Corrado Pani como Marco.
- Jeremy Kemp como George Stevens, el amante de Marco.
- Pino Caruso como Don Gino.
- Hélène Chanel como la madre de Elli.
- Silvano Tranquilli como David Levi.
- Daniela Halbritter como Laura.
- Gino Santercole como Alberto.

## Producción
La película fue filmada en Perugia. La escena más tórrida, la que representa a Lisa Gastoni sobre una mesa de billar con varios hombres, fue filmada en el Bar dal Comoda de Ponte della Pietra de la localidad, custodiado por la Policía Municipal debido a la masa de gente que regularmente acudía allí, movida por una curiosidad morbosa. El dueño del bar informó que, en esas dos semanas de rodaje, ganó «sumas que en ese momento sólo podíamos soñar».

## Distribución
La película, que durante mucho tiempo fue difícil de encontrar, fue lanzada en DVD en marzo de 2015 por Cecchi Gori Home Video.